# Dendre
La Dendre (en néerlandais Dender) est une rivière de Belgique, affluent de rive droite de l'Escaut. Les deux bras de la rivière - Dendre occidentale et Dendre orientale - se rejoignent à Ath pour monter vers le Nord et se jeter dans l'Escaut à Termonde.

## Géographie
La Dendre est constituée de deux branches-mères, la Dendre occidentale qui prend sa source près de Vezon (entité de Tournai), passe par Pipaix près de Leuze-en-Hainaut et Ligne village d'Ath et la Dendre orientale qui prend sa source à Jurbise passe par Lens, dans la province de Hainaut. Elles se réunissent à Ath pour former la Dendre canalisée. La Dendre se dirige dès lors vers le nord.

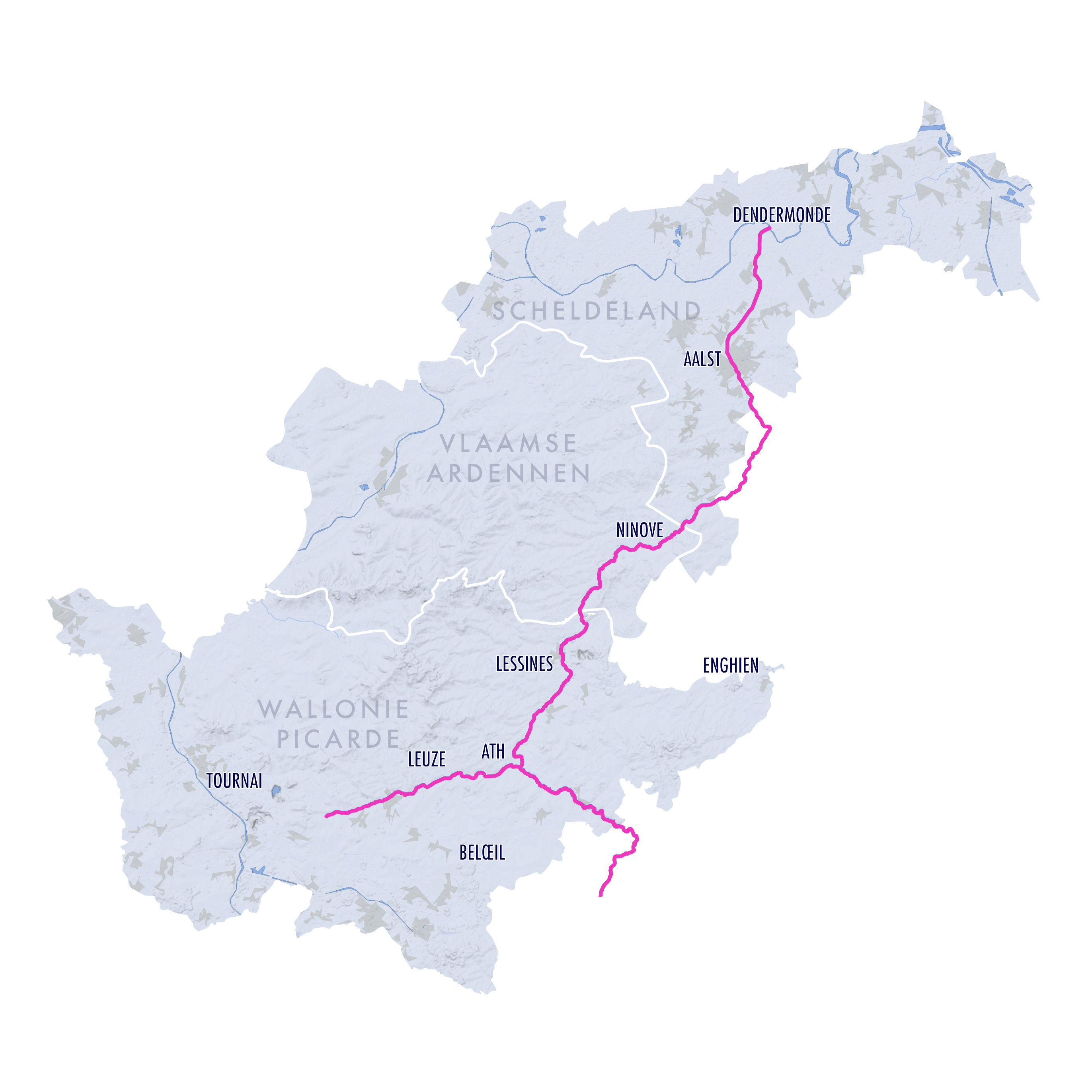
Cours de la Dendre en Wallonie picarde, dans les Ardennes flamandes et dans le.

Elle a une longueur de 69 km et conflue avec l'Escaut à Termonde. La surface de son bassin versant est de 1 384 km2. 
Entre Termonde et Alost, la Dendre est navigable aux bateaux d'un gabarit de 600 tonnes.
Entre Alost et Ath, le gabarit admis est de 300 tonnes (Spits / Freycinet). La navigation peut se prolonger via le canal Ath - Blaton, qui est au même gabarit, constituant une liaison Escaut - Borinage. En 2014, l'envasement rend toutefois cette capacité toute théorique, avec un tirant d'eau admissible descendant à 1,6 m par endroits. La navigation de plaisance reste donc la principale utilisation de cette infrastructure.
L'écluse de connexion à l'Escaut à Termonde a été portée au gabarit de 1350 t. Le projet étant de faire de même avec celle de Denderbelle, de sorte que ce gabarit deviendrait praticable jusqu'à Alost (où une écluse 300 tonnes est installée en plein centre-ville).

## Histoire
La Dendre était dans l'Antiquité une des limites de la partie belge de la grande forêt Charbonnière, l'autre limite étant la Nèthe.
Les 15 et 16 mai 1940, l'armée belge alignée sur l'armée française, toutes deux en retraite, livra une bataille d'arrêt contre l'armée allemande avant de se retirer vers l'Escaut et la Lys.

## Affluents
| Affluents                  | Rive   | Localité                       |
| -------------------------- | ------ | ------------------------------ |
| La Sille                   | droite | Isières, Hainaut               |
| Le Trimpont                | gauche | Papignies, Hainaut             |
| L'Ancre                    | gauche | Lessines, Hainaut              |
| La Marcq                   | droite | Deux-Acren, Hainaut            |
| Le Molenbeek               | gauche | Zandbergen, Flandre-Orientale  |
| Le Bellebeek               | droite | Teralfene, Brabant             |
| Le Molenbeek-Ter Erpenbeek | droite | Alost, Flandre-Orientale       |
| Le Steenbeek               | droite | Denderbelle, Flandre-Orientale |

## Galerie

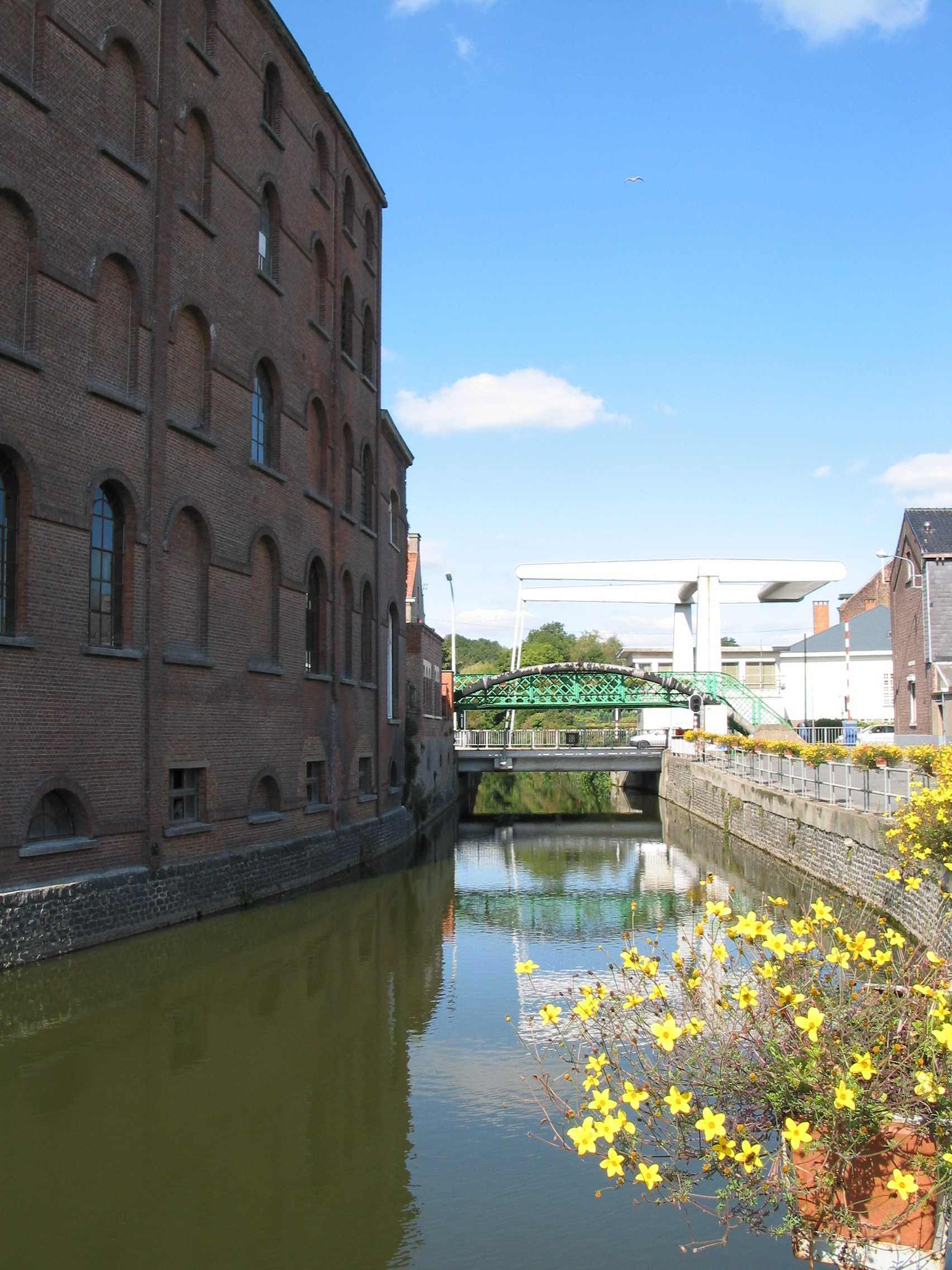
Pont à bascule sur la Dendre à Lessines.
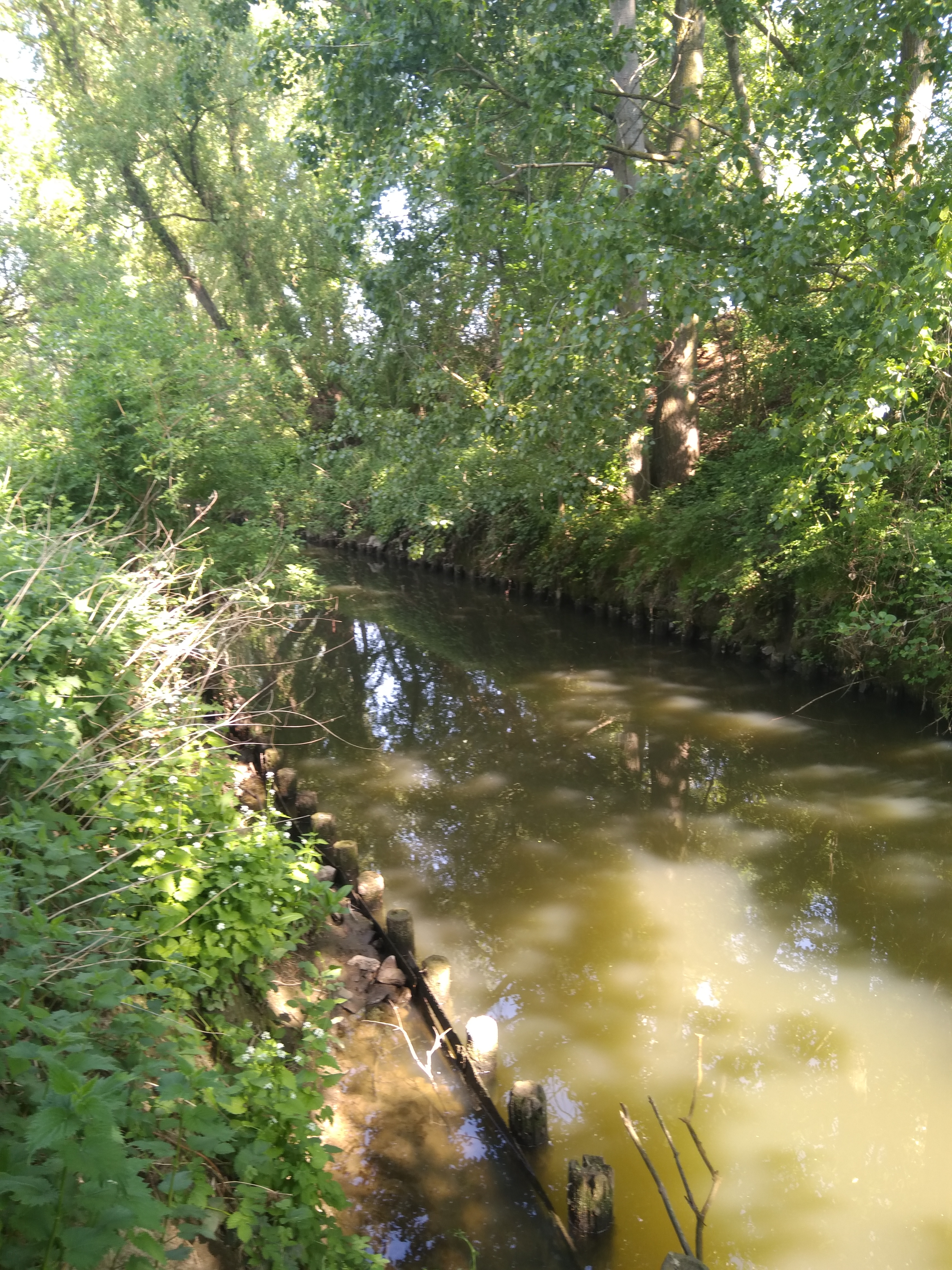
La Dendre Orientale à Ath.
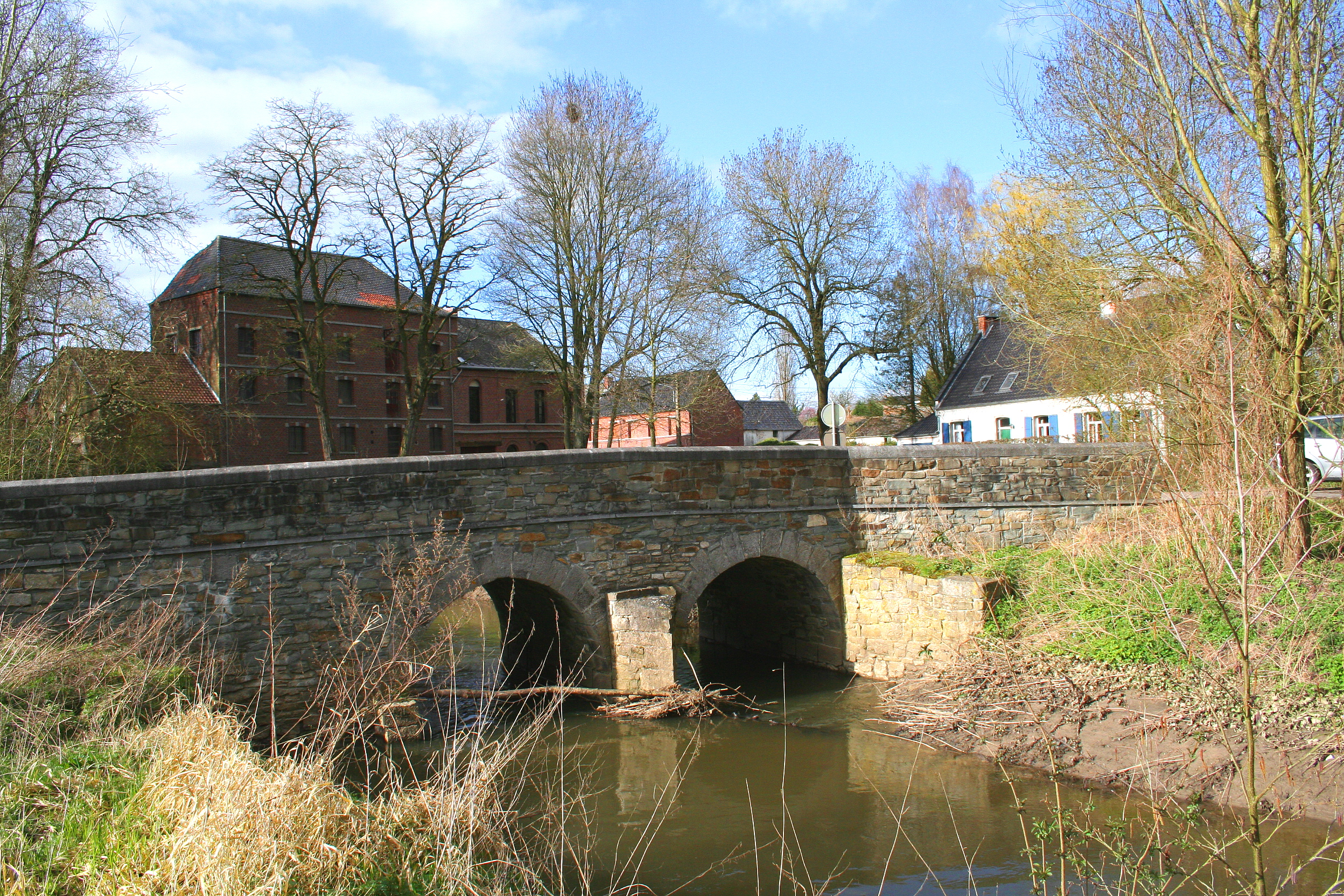
La Dendre Orientale à Arbre.
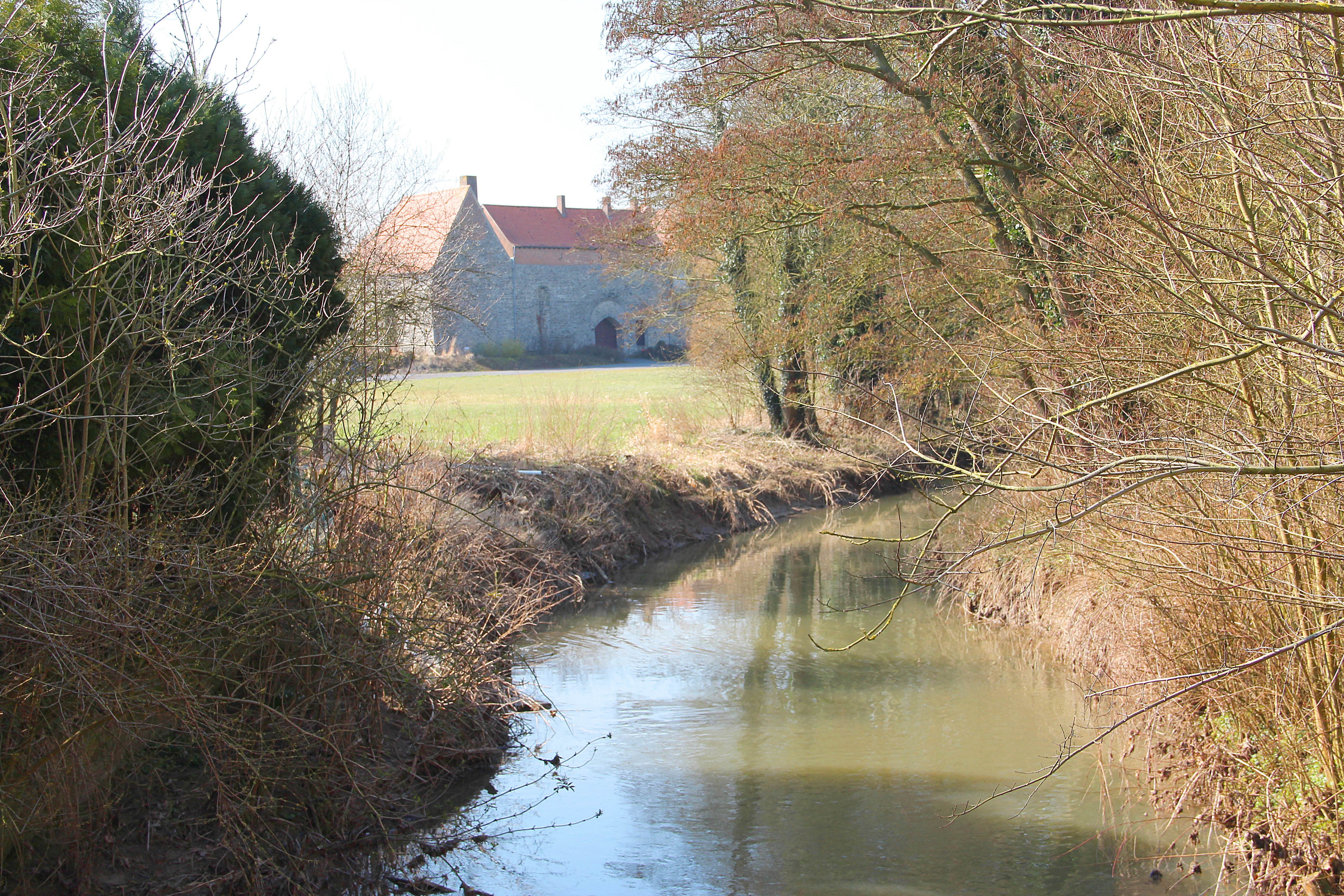
La Dendre Occidentale à Irchonwelz.
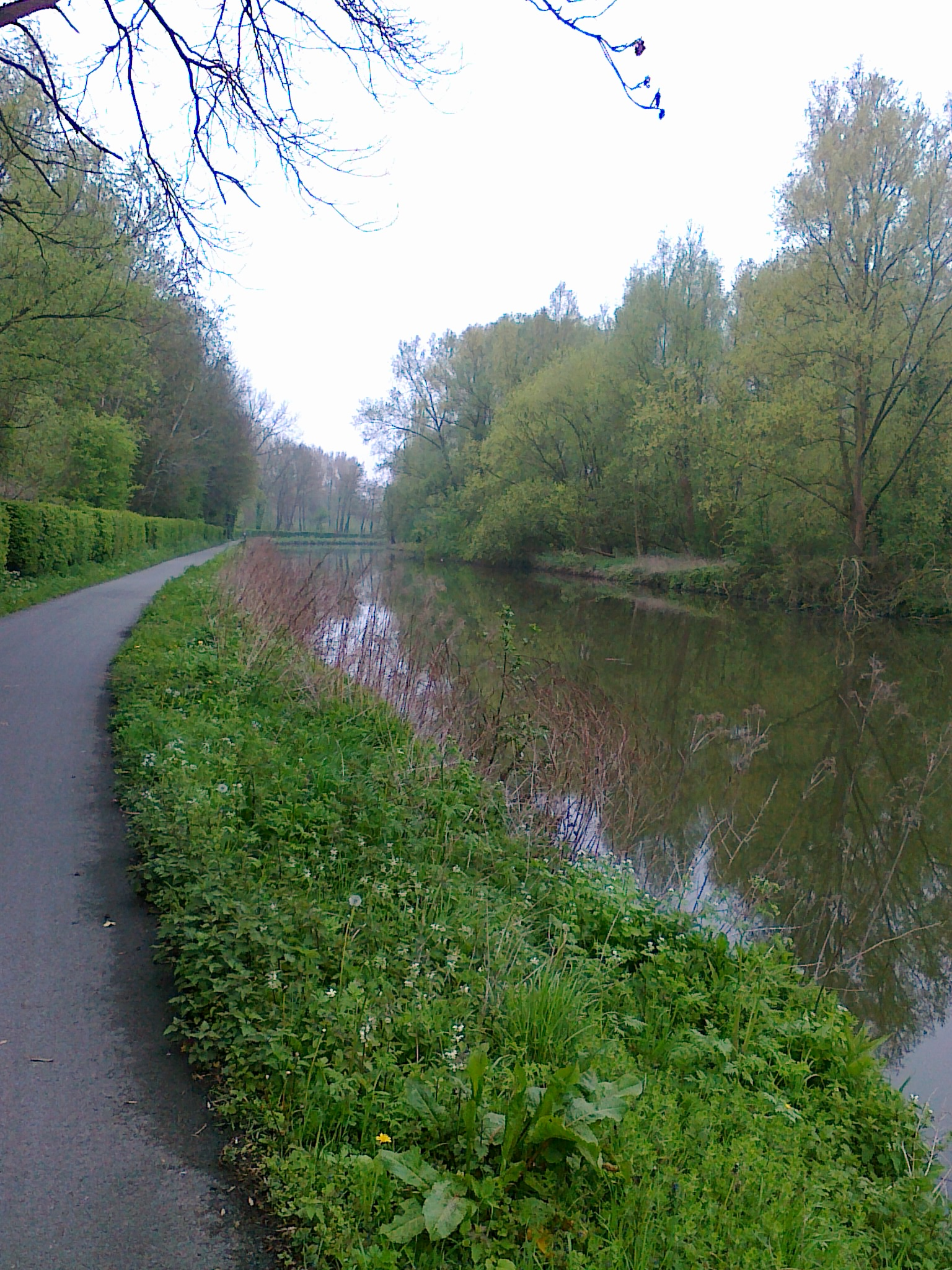
La Dendre à Alost et Erembodegem.
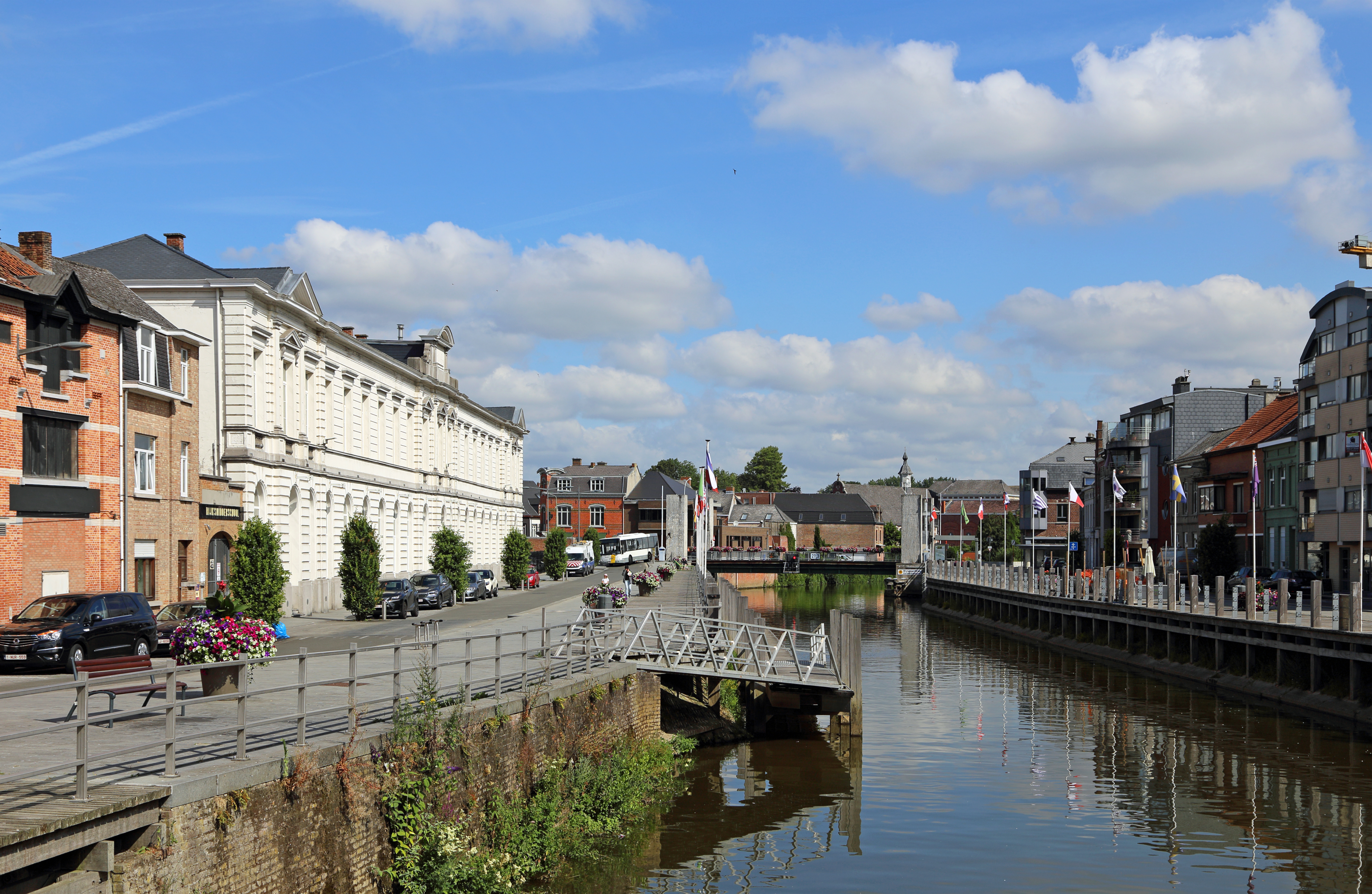
La Dendre à Grammont